# 星際爭霸戰：底層甲板
《星際爭霸戰：底層甲板》（英語：Star Trek: Lower Decks）是一部美國科幻網路成人動畫，由麥可·麥克馬漢開創並擔當節目統籌，是整個《星际迷航》系列的第十部劇集，艾力克斯·寇茲曼擔當執行監製。劇集定於CBS的串流媒體CBS All Access首播，這是該平台首部動畫劇集，同時是自1973年《星艦奇航記：動畫版》之後，《星艦奇航記》系列的第二部動畫劇集。《星際爭霸戰：底層甲板》講述在2380年，一架極為不重要的聯邦星艦喜瑞都號（Cerritos）上現役船員的日常故事。
陶妮·紐森、傑克·奎德、诺艾尔·维尔斯和尤金·科德爾為四位主要角色配音，达恩·刘易斯、傑瑞·奧康內爾、弗雷德·塔特西奥和吉莲·韦格曼參與聲演。2018年10月，CBS宣佈一次性預訂兩季。2019年2月，動畫工作室Titmouse開啟製作。受2019冠狀病毒病疫情影響，2020年3月起，製作團隊開始遠程工作。
《星際爭霸戰：底層甲板》目前已經播出四季、共40集，每季均為十集，第五季已經確認將為最終季，預計在2024年10月24日在 Paramount+上釋出。
第一季於2020年8月6日首播；第二季在2021年8月12日首播，於10月14日播送；第三季於2022年8月25日首播；第四季則於2023年9月7日播出。

## 劇情
2380年，在一架極為不重要的聯邦星艦喜瑞都號上，劇集講述發生於現役船員之間的日常故事。但是在後續的季數中、喜瑞督號開始進行一些較為重要的任務。

## 演員與角色
- 陶妮·紐森（英语：Tawny Newsome） 飾演 貝克特·馬里納（Beckett Mariner）[3][4]

主角群之一，底層甲板的船員，軍階為少尉，直到第四季中升官為中尉。個性莽撞、不喜歡按照規則行事，但是能力卓越。
- 傑克·奎德 飾演 布拉德·鮑因勒（Brad Boimler）[3][5][4]

主角群之一，底層甲板的船員，軍階為少尉，直到第四季中升官為中尉。個性謹慎、有點膽小，通常會按照標準流程做事。
- 诺艾尔·维尔斯（英语：Noël Wells） 飾演 滕迪（Tendi）[3][5][4]

主角群之一，底層甲板的船員，軍階為少尉，直到第四季中升官為中尉。獵戶座(Oaian)星人，有綠色的皮膚、頭髮和眼睛。和盧瑟福為好友、兩人都對科學技術細節很有興趣。科學組成員，在第三季開始接受高級科學官培訓。
- 尤金·科德爾（英语：Eugene Cordero） 飾演 盧瑟福（Rutherford）[3][5][4]

主角群之一，底層甲板的船員，軍階為少尉，直到第四季中升官為中尉。左眼上帶有輔助裝置，他原本以為是為了輔助自己的工程工作而戴上的，但實際上是多年前被他人為了抹去他的記憶而改裝的。和滕迪為好友、兩人都對科學技術細節很有興趣。工程組成員，和長官關係良好。
- 达恩·刘易斯（英语：Dawnn Lewis） 飾演 卡羅爾·弗里曼（Carol Freeman）[3][6]

喜瑞都號的艦長，軍階是上尉。個性嚴謹、工作認真負責、關心自己的船員。馬里納的母親。
- 傑瑞·奧康內爾 飾演 傑克·蘭塞姆（Jack Ransom）[3][4]

喜瑞都號的大副。個性認真，看似輕浮、不過實際上對自己的工作相當認真。在第四季提拔馬里那之後、處心積慮想保持她留在中尉軍階。
- 弗雷德·塔特西奥（英语：Fred Tatasciore） 飾演 沙克斯（Shaxs）[3][4]

喜瑞都號的安全部主管。個性有點粗暴，不過實際上心思細膩，戰鬥技巧高超。有諸多興趣。在第二季開始和塔那醫生發展浪漫關係。
- 吉莲·韦格曼（英语：Gillian Vigman） 飾演 塔娜醫生（Dr. T'Ana）[3][6]

喜瑞都號的安全部主管。個性非常暴躁，經常講髒話，不過還是相當盡忠職守。在第二季開始和沙克斯發展浪漫關係。

## 集數
| 季數 | 集数 | 集数 | 上線日期       | 上線日期       | 上線日期       |
| 季數 | 集数 | 集数 | 首映           | 季终           | 电视网         |
| ---- | ---- | ---- | -------------- | -------------- | -------------- |
| 1    | 10   | 10   | 2020年8月6日   | 2020年10月8日  | CBS All Access |
| 2    | 10   | 10   | 2021年8月12日  | 2021年10月14日 | Paramount+     |
| 3    | 10   | 10   | 2022年8月25日  | 2022年10月27日 | Paramount+     |
| 4    | 10   | 10   | 2023年9月7日   | 2023年11月2日  | Paramount+     |
| 5    | 10   | 10   | 2024年10月24日 | 2024年12月19日 | Paramount+     |

### 第一季
| 集數 | 標題 | 譯名   | 導演          | 編劇                       | 上線日期      |
| ---- | ---- | ------ | ------------- | -------------------------- | ------------- |
| 1    |      | 待公佈 | 巴里·J·凱利   | 麥可·麥克馬漢              | 2020年8月6日  |
| 2    |      | 待公佈 | 金·阿恩特     | 克里斯·庫拉                | 2020年8月13日 |
| 3    |      | 待公佈 | 鮑勃·蘇亞雷斯 | 戴夫·伊倫菲爾德＆大衛·賴特 | 2020年8月20日 |
| 4    |      | 待公佈 | 巴里·J·凱利   | 安·金                      | 2020年8月27日 |
| 5    |      | 待公佈 | 金·阿恩特     | 班·約瑟夫                  | 2020年9月3日  |
| 6    |      | 待公佈 | 鮑勃·蘇亞雷斯 | 約翰·科克倫                | 2020年9月10日 |
| 7    |      | 待公佈 | 巴里·J·凱利   | M·威利斯                   | 2020年9月17日 |
| 8    |      | 待公佈 | 金·阿恩特     | 加里克·伯納德              | 2020年9月24日 |
| 9    |      | 待公佈 | 鮑勃·蘇亞雷斯 | 班·羅傑斯                  | 2020年10月1日 |
| 10   |      | 待公佈 | 巴里·J·凱利   | 麥可·麥克馬漢              | 2020年10月8日 |

### 第二季
| 集數 | 標題 | 譯名   | 導演          | 編劇                       | 上線日期       |
| ---- | ---- | ------ | ------------- | -------------------------- | -------------- |
| 1    |      | 待公佈 | 傑森·祖瑞克   | 麥可·麥克馬漢              | 2021年8月12日  |
| 2    |      | 待公佈 | 金·阿恩特     | 克里斯·庫拉                | 2021年8月19日  |
| 3    |      | 待公佈 | 鮑勃·蘇亞雷斯 | M·威利斯                   | 2021年8月26日  |
| 4    |      | 待公佈 | 傑森·祖瑞克   | 班·羅傑斯                  | 2021年9月2日   |
| 5    |      | 待公佈 | 金·阿恩特     | 戴夫·伊倫菲爾德＆大衛·賴特 | 2021年9月9日   |
| 6    |      | 待公佈 | 鮑勃·蘇亞雷斯 | 約翰·科克倫                | 2021年9月16日  |
| 7    |      | 待公佈 | 傑森·祖瑞克   | 加里克·伯納德              | 2021年9月23日  |
| 8    |      | 待公佈 | 金·阿恩特     | 安·金                      | 2020年9月24日  |
| 9    |      | 待公佈 | 鮑勃·蘇亞雷斯 | 凱薩琳·琳絲                | 2021年10月7日  |
| 10   |      | 待公佈 | 傑森·祖瑞克   | 麥可·麥克馬漢              | 2021年10月14日 |

## 製作

### 開發
2018年6月，布萊恩·富勒離開製作組後，艾力克斯·寇茲曼成為《星際爭霸戰：發現號》唯一的節目統籌，他與CBS電視工作室簽訂五年合約，為《星艦奇航記》系列製作劇集、迷你劇集以及動畫劇集等內容。艾力克斯·寇茲曼的影視製作公司秘密巢穴的亞倫·拜爾斯（Aaron Baiers）向他推薦了麥可·麥克馬漢，麥克馬漢是熱門喜劇動畫《瑞克和莫蒂》的首席編劇。
2018年10月25日，CBS宣佈一次性預訂兩季《星際爭霸戰：底層甲板》，由麥可·麥克馬漢開創並編劇，他與艾力克斯·寇茲曼、海瑟·卡丁、羅德·羅登貝瑞、特雷弗·羅斯（Trevor Roth）以及凱蒂·克倫茲（Katie Krentz）共同擔當執行監製，這是自1973年《星艦奇航記：動畫版》之後，《星艦奇航記》系列的第二部動畫劇集。2019年1月，寇茲曼表示這部動畫不是《瑞克和莫蒂》風格的《星艦奇航記》，動畫更偏成人化。7月，麥克馬漢透露第一季共10集，定於2020年首播。
2020年1月，海瑟·卡丁表示第一季將於2020年5月全部製作完成，計劃於CBS的串流媒體CBS All Access播出。3月底，因應2019冠狀病毒病疫情，製作團隊開始遠隔工作。麥克馬漢表示第一季未受疫情影響，並透露已經動筆為第二季撰寫劇本。5月，麥克馬漢表示第一季已經準備完善，於2020年播出。

### 劇本
劇集的主角為一架聯邦星艦喜瑞都號底層甲板上的船員，而不是此前系列中主要刻畫的艦橋領導船員。劇集的時間背景設定在2380年，緊隨2002年電影《星艦迷航記X：星戰啟示錄》之後。2019年6月，艾力克斯·寇茲曼在討論劇集的製作方向時稱，《星際爭霸戰：底層甲板》是給《星艦奇航記》系列劇迷的「一封情書」，該動畫適應觀眾的年齡層從11歲至70歲，他解釋說通常此前《星艦奇航記》系列中發生的事情將作為《星際爭霸戰：底層甲板》的背景故事，這是該動畫在系列中的獨特之處。麥克馬漢僱傭有喜劇創作背景以及對《星艦奇航記》系列喜愛程度不等的編劇組成團隊，平衡動畫中需要展現的不同元素。編劇團隊成員包括M·威利斯（M. Willis），克里斯·庫拉（Chris Kula），班·羅傑斯（Ben Rodgers），安·金（Ann Kim）和戴維·賴特（David Wright）。《星艦奇航記》系列小說作者大衛·麥克擔當顧問，確保動畫中的設定與系列劇集相統一。
麥克馬漢之所以將動畫中的時間設定在電影《星艦迷航記X：星戰啟示錄》之後，是因為他對1987年電視劇《銀河飛龍》的喜愛。動畫名稱的副標題「底層甲板」是《銀河飛龍》第七季第15集的標題，這是麥克馬漢最喜歡的一集。

### 選角
2019年6月，艾力克斯·寇茲曼表示動畫將以新角色為主角，但此前《星艦奇航記》系列中的角色亦可能會出現於動畫之中。7月，麥克馬漢宣佈主要角色以及配音演員，陶妮·紐森、傑克·奎德、诺艾尔·维尔斯和尤金·科德爾分別聲演四位主要角色，他們均是在喜瑞都號底層甲板上服役的少尉。达恩·刘易斯、傑瑞·奧康內爾、弗雷德·塔特西奥和吉莲·韦格曼分別聲演艦橋上的領導船員。
2020年6月，麥克馬漢回應陶妮·紐森稱，計劃邀請喜劇演員保羅·F·湯普金斯客串聲演第二季。

### 動畫和設計
類似於《瑞克和莫蒂》的製作方式，獨立動畫工作室Titmouse負責製作劇集的動畫部分。第一季於2019年2月底開啟製作。麥克馬漢透露，為向此前的《星艦奇航記》系列致敬，喜瑞都號船員的制服參考了1994年電影《星艦迷航記VII：日換星移》。

### 音樂
2020年1月，《星際爭霸戰：發現號》作曲家傑夫·羅素有意為動畫《星際爭霸戰：底層甲板》創作音樂，但是他因忙於《星艦奇航記》系列的其他項目而無暇分身。他表示如果艾力克斯·寇茲曼同意，他可以擔起兼管職責，協同其他作曲家完成創作。

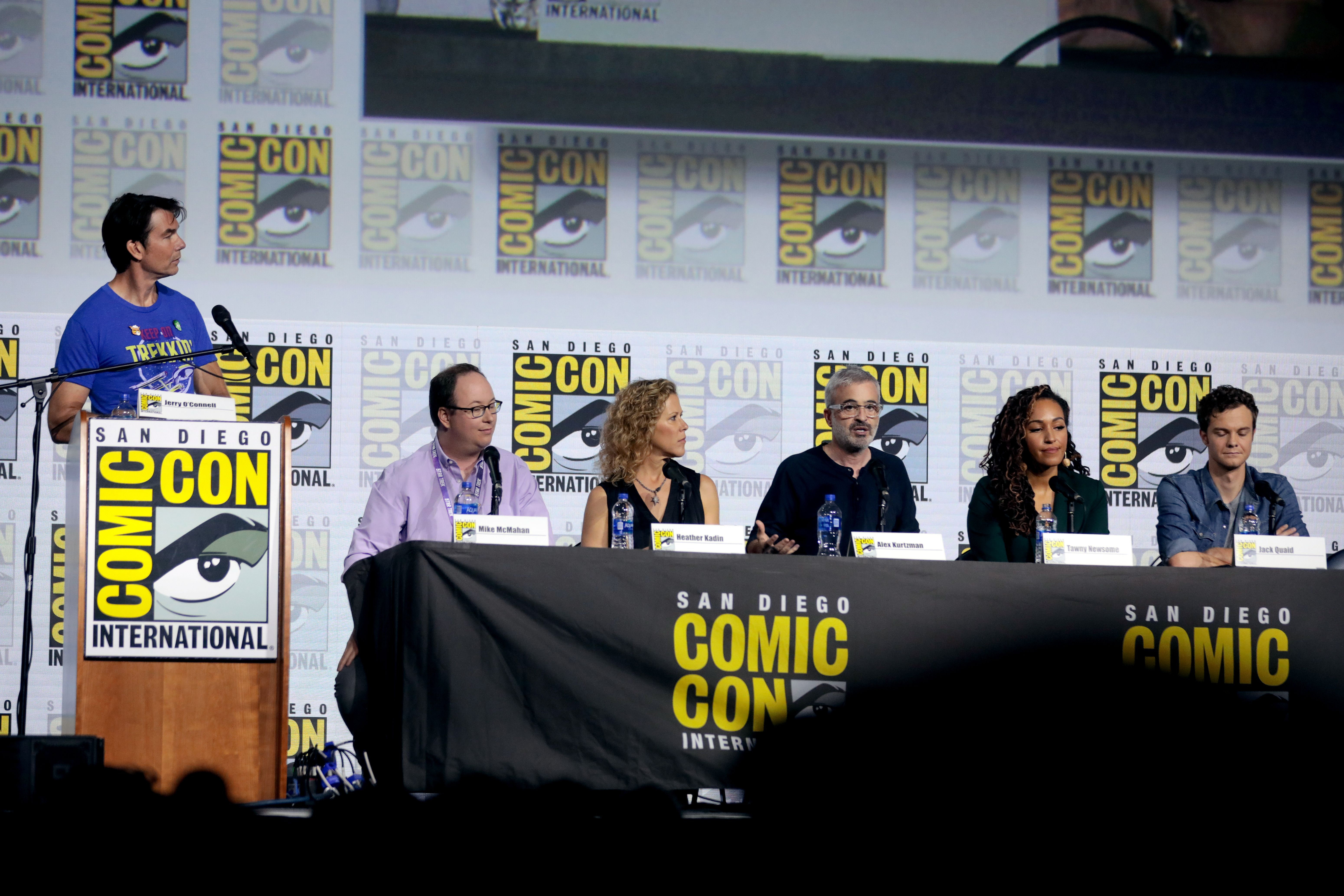
2019年聖地牙哥國際漫畫展，《星際爭霸戰：底層甲板》的小組討論會

## 市場營銷
2019年7月，在聖地牙哥國際漫畫展的《星艦奇航記》系列討論會上，《星際爭霸戰：底層甲板》的主創人員現身，並公佈先行宣傳照。製作組在拉斯維加斯的星際爭霸戰大會的小組討論中透露更多細節。

## 發行
在美國，《星際爭霸戰：底層甲板》第一季於2020年8月6日在CBS All Access首播，共10集。類似於其他的《星艦奇航記》系列劇集，《星際爭霸戰：底層甲板》在加拿大貝爾傳媒旗下的CTV科幻頻道與美國同日跟播。

## 資料來源
1. ↑  Donaldson, Mark; Orquiola, John. . ScreenRant. 2023-11-02  [2024-10-05]. （原始内容存档于2025-02-26） （英语）.
2. ↑  Star Trek, , 2024-10-10  [2024-10-22]
3. 1 2 3 4 5 6 7 8 9 10 11 12 13  . The Futon Critic. 2019-07-20  [2020-01-19]. （原始内容存档于2020-11-25）.
4. 1 2 3 4 5 6 7  Pascale, Anthony. . TrekMovie.com. 2019-07-22  [2020-01-19]. （原始内容存档于2019-07-23）.
5. 1 2 3 4 5  . TrekMovie.com. 2019-07-20  [2020-01-19]. （原始内容存档于2019-07-21）.
6. 1 2 3 4 5 6  Drew, Brian. . TrekMovie.com. 2019-08-06  [2020-01-19]. （原始内容存档于2019-08-08）.
7. ↑  . The Futon Critic.   [July 28, 2024].
8. ↑  Otterson, Joe. . Variety. 2018-06-19  [2018-07-21]. （原始内容存档于2018-07-21）.
9. 1 2 3  Goldberg, Lesley. . The Hollywood Reporter. 2018-10-25  [2018-10-25]. （原始内容存档于2018-10-25）.
10. ↑  . TrekMovie.com. 2019-01-09  [2019-04-01]. （原始内容存档于2019-01-28）.
11. ↑  Pitt, Alison. . Daily Star Trek News. 2020-01-20  [2020-03-25]. （原始内容存档于2020-02-23）.
12. ↑  Pascale, Anthony. . TrekMovie.com. 2020-03-24  [2020-03-25]. （原始内容存档于2020-03-28）.
13. ↑  Mike McMahan [@MikeMcMahanTM].  (推文). 2020-03-27  [2020-03-29]. （原始内容存档于2020-03-27） –Twitter.
14. ↑  Kleinman, Jake. . Inverse. 2020-05-08  [2020-05-15]. （原始内容存档于2020-05-11）.
15. 1 2  Wright, Matt. . TrekMovie.com. 2019-06-18  [2020-01-19]. （原始内容存档于2019-06-19）.
16. ↑  . TrekMovie.com. 2019-07-09  [2020-01-19]. （原始内容存档于2019-12-18）.
17. ↑  . TrekMovie.com. 2020-06-15  [2020-06-19]. （原始内容存档于2020-06-19）.
18. ↑  Hibberd, James. . Entertainment Weekly. 2020-06-18  [2020-06-19]. （原始内容存档于2020-06-19）.
19. 1 2  Petski, Denise. . Deadline Hollywood. 2020-07-01  [2020-07-02]. （原始内容存档于2020-07-01）.
20. ↑  . TrekMovie.com. 2019-02-26  [2019-03-24]. （原始内容存档于2019-02-27）.
21. ↑  Schweiger, Daniel. . Film Music Magazine. 2020-01-24  [2020-03-28]. （原始内容存档于2020-03-28）.
22. ↑  . TrekMovie.com. 2020-06-23  [2020-06-25]. （原始内容存档于2020-06-26）.

## 外部連結
- 互联网电影数据库（IMDb）上《星際爭霸戰：底層甲板》的资料（英文）
- 《星際爭霸戰：底層甲板》在阿尔法记忆網站中的相關摘錄
- 豆瓣电影上《星際爭霸戰：底層甲板》的資料 （简体中文）

Template:CBS All Access